# HD 211096
HD 211096 è una stella della costellazione della Lucertola, situata nella parte centrale della costellazione, poco più di 1 minuto in ascensione retta ad Est di NGC 7231.

## Fonti
- (EN) Cataloghi stellari, su alcyone.de. URL consultato il 18 gennaio 2008 (archiviato dall'url originale il 4 marzo 2016).
- Software astronomico Megastar 5.0